# Lara Saint Paul (album 1973)
Lara Saint Paul è un album della cantante Lara Saint Paul pubblicato nel 1973 dall'etichetta discografica Polydor.

## Il disco
Prodotto da Shel Shapiro, l'album include per intero i singoli già pubblicati in precedenza su etichetta Polydor: dai sanremesi Una casa grande/Quel che ho fatto io e Se non fosse tra queste mie braccia, lo inventerei/La forza di non piangere al più recente Non preoccuparti/Adesso ricomincerei (arrangiato da Quincy Jones). 
Completano il disco l'inedita Sciocca che sei, unitamente a ben quattro cover: 
- Mi fa morire cantando, che apre la facciata A del disco, cover di Killing Me Softly With His Song (celeberrimo successo internazionale di Roberta Flack, inciso contemporaneamente anche da Marcella Bella e Ornella Vanoni);
- Stupidamente, cover di Stay with me, brano soul di grande impatto scritto da George David Weiss e portato al successo dalla voce nera di Lorraine Ellison;
- Non buttarti via, cover di No Sad Song di Shel Shapiro con testo in italiano di Daiano;
- Adesso ricomincerei, cover di I'd Do It Again sempre di Shel Shapiro (pezzo quest'ultimo carico di pathos, con una forte vena drammatica ed impreziosito da un finale gospel mozzafiato).

Nella copertina interna del disco vengono riportate le seguenti note:
(Louis Armstrong, New York, 28 giugno 1970)
(Quincy Jones, Los Angeles, 15 settembre 1973)

## Tracce
Lato A
1. Mi fai morir cantando (Killing Me Softly With His Song)  - 4:50 (Charles Fox - Giorgio Calabrese - Norman Gimbel)
2. Non buttarti via (No Sad Song) - 5:18 (Claudio Daiano - Shel Shapiro)
3. Se non fosse fra queste mie braccia, lo inventerei - 3:50 (Luciano Beretta - Elide Suligoj)
4. La forza di non piangere - 3:50 (Luciano Beretta - Elide Suligoj)
5. Quel che ho fatto io - 4:30 (Paolo Limiti - Bruno Pallini)

Lato B
1. Sciocca che sei - 3:45 (Andrea Lo Vecchio)
2. Una casa grande - 4:45 (Andrea Lo Vecchio - Nereo Villa)
3. Non preoccuparti - 4:07 (Rahamin Clement Chamman - Gaido)
4. Stupidamente (Stay With Me) - 4:00 (Jerry Ragovoy - George David Weiss - ?)
5. Adesso ricomincerei (I'd Do It Again) - 5:10 (Shel Shapiro - ?)